# Камень Петоски

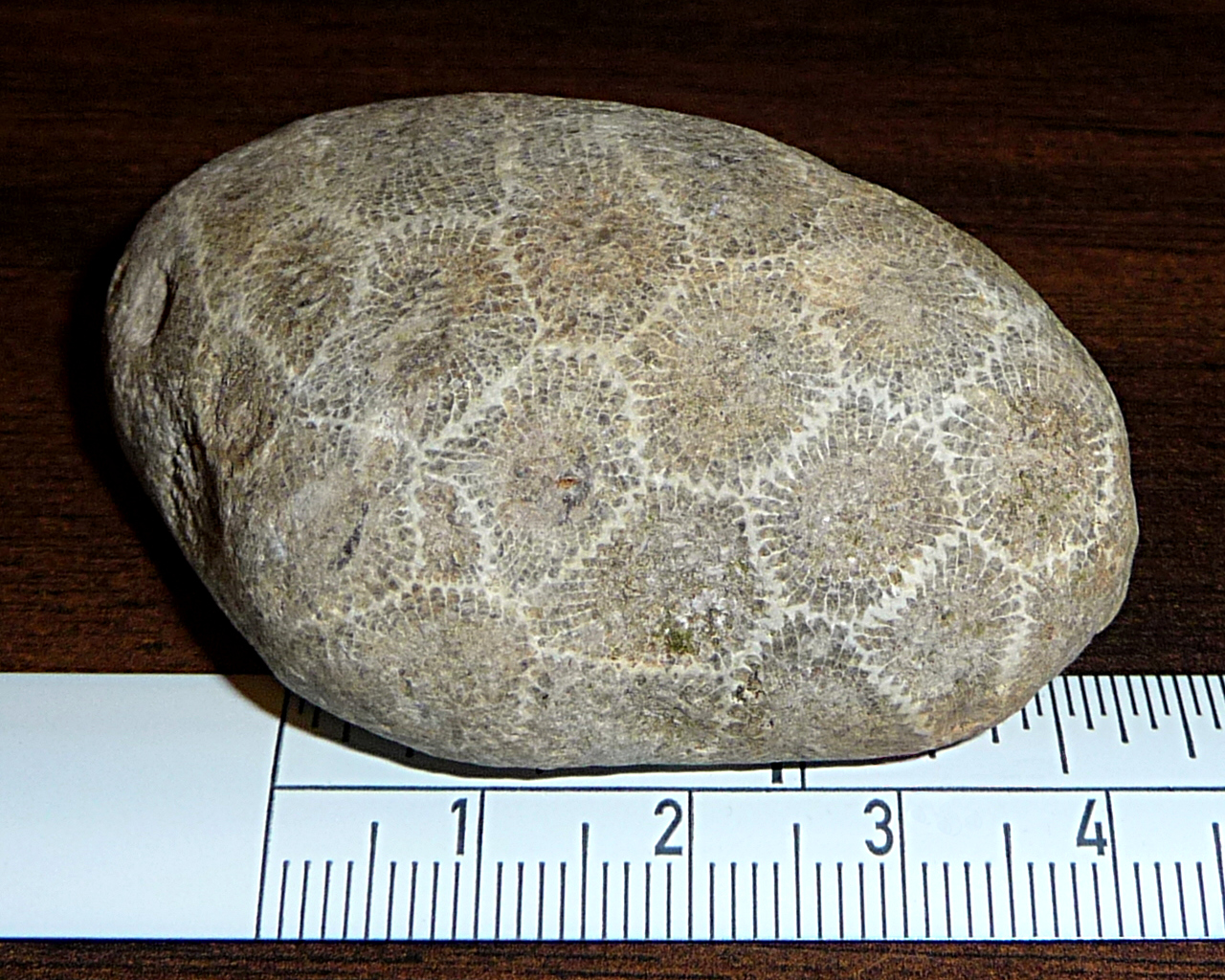
Необработанный камень Петоски на линейке.

Камень Петоски — осадочная горная порода, являющаяся окаменелостью вымершего вида четырехлучевых кораллов Hexagonaria percarinata, встречается в основном в форме гальки или булыжника. Камни были сформированы в ледниковую эпоху у берегов нынешнего озера Мичиган надвигающимся льдом, который, двигаясь по горной породе, шлифовал и прессовал колонии в твердый округлый камень. Камни находят в основном на северо-западе (иногда на северо-востоке) нижнего полуострова штата Мичиган, в основном на берегу и в песчаных дюнах. В некоторых районах штата Мичиган можно встретить окаменелости целых колоний коралла.
Камни Петоски являются частью кораллового рифа, сформировавшегося в девонский период. Сухой необработанный камень похож на обычный известняк, но если его намочить или отполировать — на нем проявляются характерные узоры шестиугольных кораллов, поэтому камень часто обрабатывают в декоративных целях. Помимо этого вида, на берегах озера находят окаменелости и других видов кораллов.
В 1965 году камень официально стал символом штата Мичиган.

## Происхождение названия

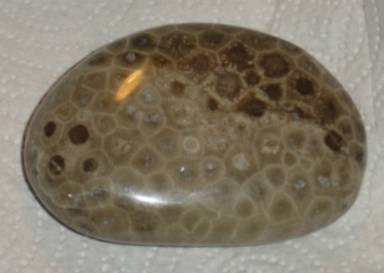
Полированный камень Петоски

Название происходит от имени вождя Петосега (англ. Pet-O-Sega) индейского племени Оттава. Город Петоски, названный также в его честь, находится в центре месторождения камней.
Согласно местной легенде, Петосега был потомком французских аристократов — торговцев мехом Антуана Карре и принцессы племени Оттава. Пет-О-Сега, что означает «восходящее солнце», «лучи рассвета» или «солнечные лучи обета» был назван так из-за лучей света, упавших на лицо новорожденного. Многообещающее имя полностью оправдалось и уже к 40 годам Петосега стал успешным торговцем мехом и владельцем большой территории в современном Мичигане. Запомнился современникам яркой приквлекательной внешностью, хорошо разговаривал по-английски. Был второй раз женат на девушке племени Оттава, имел двух дочерей и 8 сыновей. Летом 1873 года вдоль небольшого залива озера Мичиган (en:Little Traverse Bay) был основано поселение, названное в честь владельца окрестных земель, которое назвали Петоски, изменив имя Петосеги на английский манер.

## Месторождения
Камни Петоски добываются на разных берегах и землях штата Мичиган, в основном на территории вокруг городов Петоски и Шарлевой. Каждую весну камни обнаруживаются на берегах озера, предполагается что их выталкивает на поверхность движение льда во время зимы. Камни Петоски также попадаются в штатах Айова, Индиана, Иллинойс, Огайо, Нью-Йорк, в Канаде, Англии и даже иногда в Азии.
23 сентября 2015 года было сообщено о нахождении 42-килограммового камня, найденного на мели озера Мичиган., недалеко от города Нортпорт. В декабре 2015 года Управление природных ресурсов Мичигана конфисковало камень по закону штата, который не разрешает добычу камней весом более 25 фунтов (около 11 кг) с земель штата.
Камень иногда используют в ювелирных украшениях.

## Фотогалерея

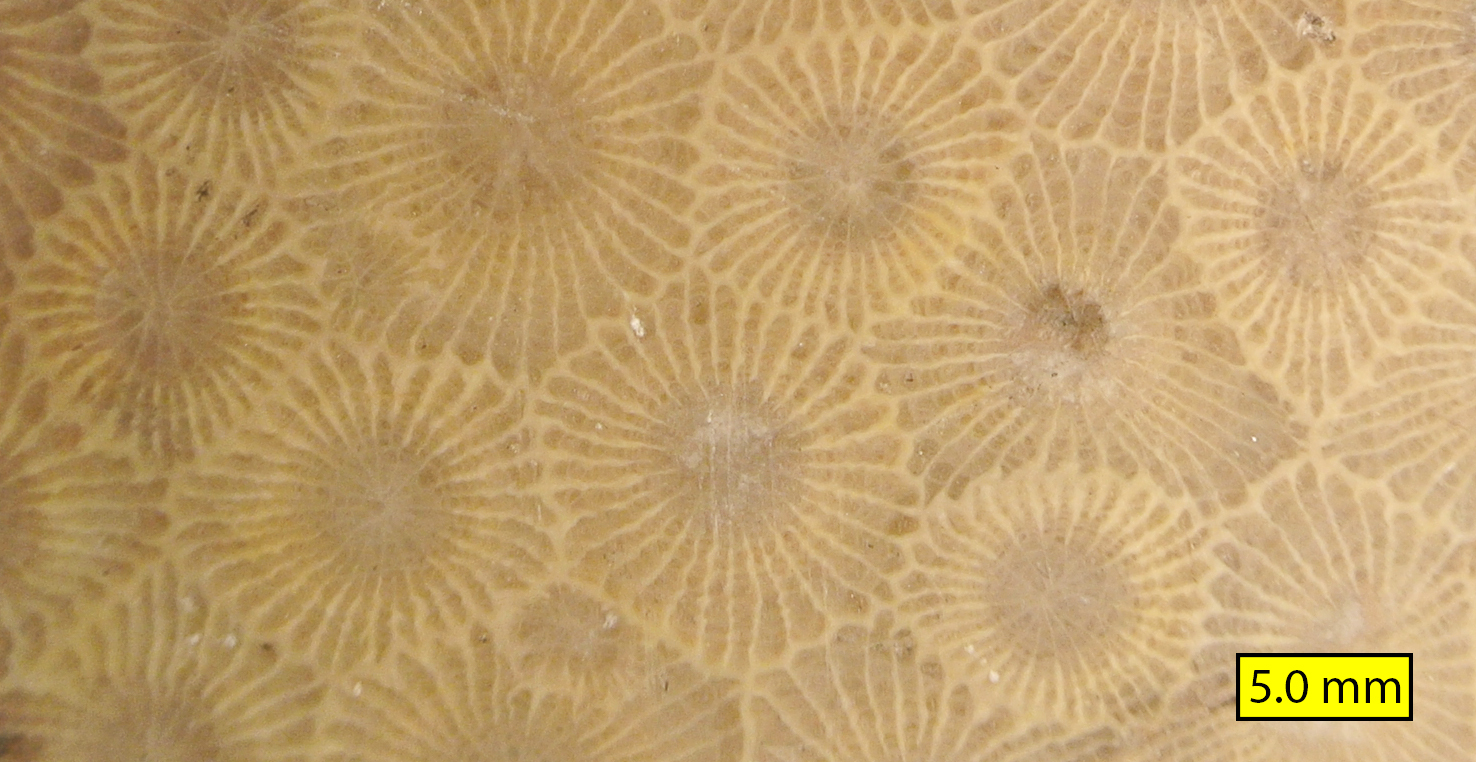
Крупный план Hexagonaria percarinata из Мичигана.
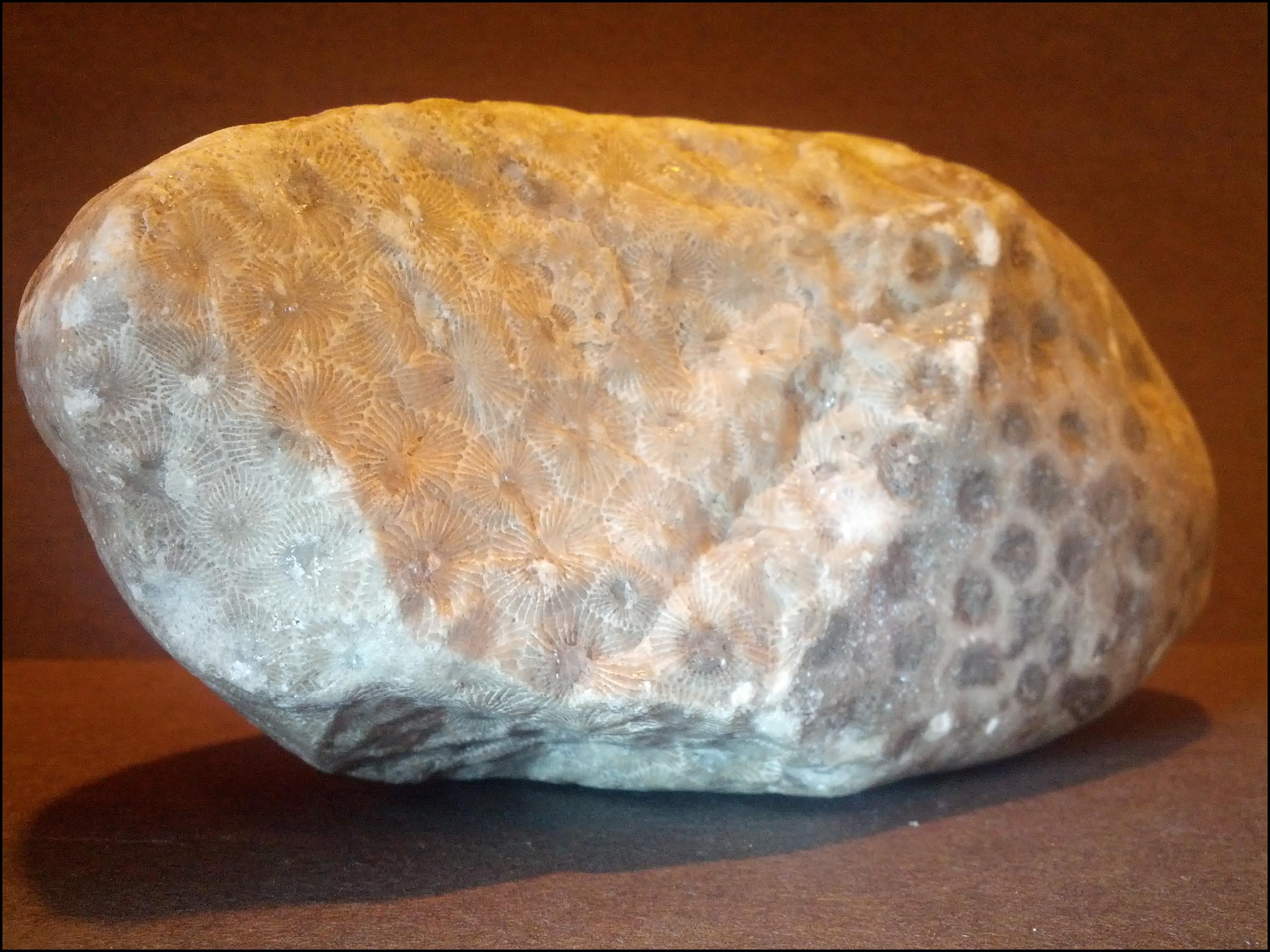
Необработанный камень Петоски примерно 5,5 ″ (14 см) в длину.
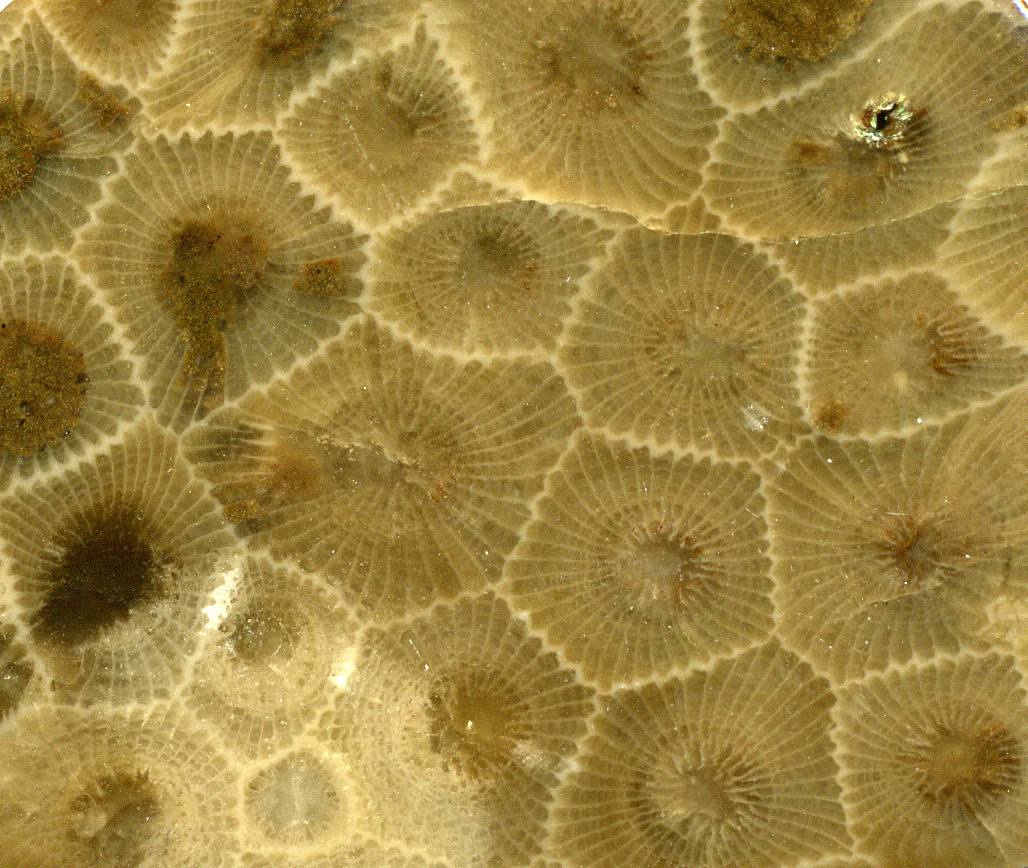
Крупный план, реальный размер примерно 3,6 см в ширину.